# Изображение бисексуальности в СМИ

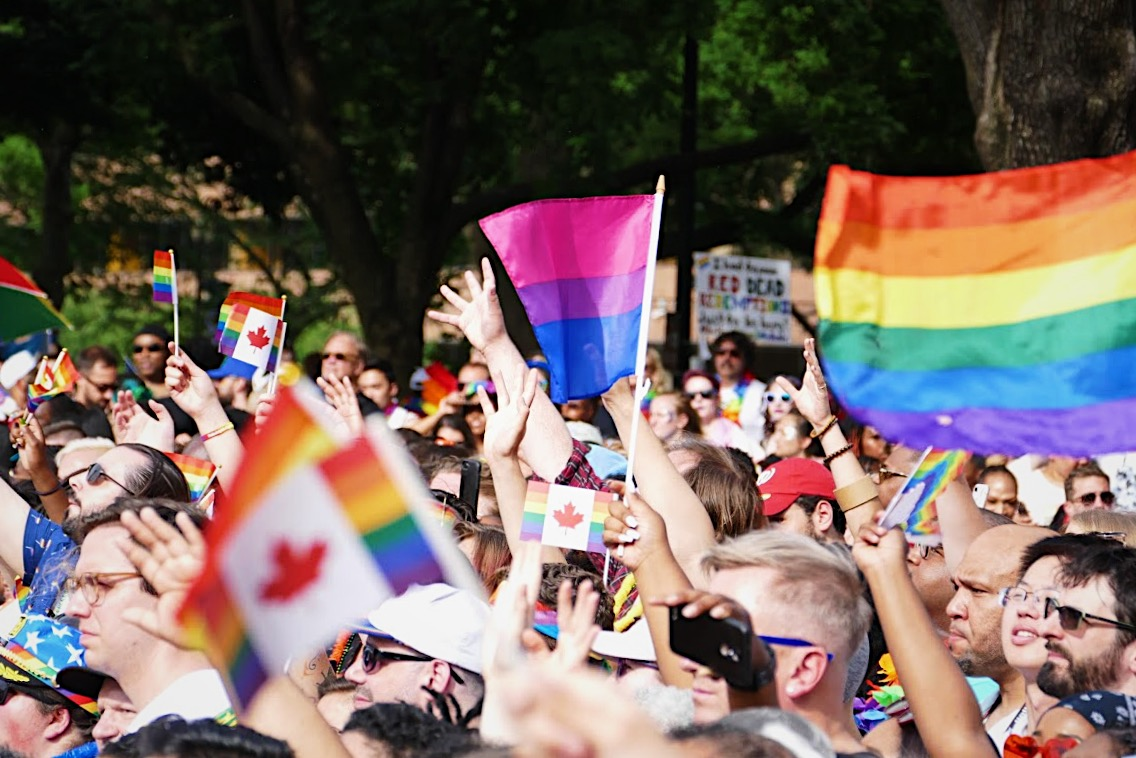
Парад гордости где-то в Канаде, июнь 2019 года

Изображе́ние бисексуа́льности в СМИ — отражение отношения общества к бисексуальности в существующих изображениях в СМИ.
На протяжении всей истории многочисленные бисексуальные персонажи появлялись в телесериалах, включая мультфильмы, аниме, видеоигры и веб-сериалы, а также в литературе, комиксах, радио и других средствах массовой информации.
Бисексуальность — это сексуальная ориентация, которая относится к романтическому и/или сексуальному влечению к людям более чем одного пола (исторически к мужчинам и женщинам). Бисексуальные персонажи уже много лет используются в анимации и аниме. Несмотря на это представление, «не все квир-представления» созданы равными, как заметил один ученый, при этом представление бисексуальных и трансгендерных персонажей в некоторых отношениях отстает от лесбиянок и геев, с этим представлением важно в политическом климате США, в то время как GLAAD назвал для Голливуда, чтобы производить больше фильмов с персонажами ЛГБТК+.

## Фильмы
В отчете 2002 года, анализирующем бисексуальность в различных средствах массовой информации, в частности, в фильмах, на телевидении и в музыке, GLAAD подвергла критике послужной список киноиндустрии в Соединенных Штатах, когда дело дошло до представления и включения бисексуальности, заявив, что часто бисексуальный контент является либо «удален из романов, на которых основаны фильмы», удален из оригинальных сценариев, когда начинается фильм, либо вынесен на пол монтажной. В этом отчете хвалят фильмы «Флирт с катастрофой» (1996), «Мой личный штат Айдахо» (1991), «Пурпурный цвет» (1985), «Французский поворот» (1995), «Шоу ужасов Рокки Хоррора» (1975) и «Генри и Джун» (1990) «справедливый, точный и всеобъемлющий», когда дело доходит до бисексуальных персонажей. Однако фильм «Основной инстинкт» (1992) был описан как «один из худших примеров бифобии, когда-либо появлявшихся на экране», а «Внутри Дейзи Кловер» (1965) и «Спартак» (1960) подверглись критике за удаление сцен с «бисексуальным содержанием». " «Основной инстинкт» также вызвал споры в сообществе бисексуалов за то, что бисексуал изображался убийцей-психопатом.
В 2005 году сайт Out Films перечислил 10 голливудских фильмов, в которых, по их мнению, лучше всего представлены бисексуалы. Помимо «Мой личный штат Айдахо», который GLAAD перечислил в своем отчете, на сайте было перечислено еще девять фильмов: «Поцелуи Джессики Стайн» (2001), «Де-Лавли» (2004), «Капли воды на горящих камнях» (2004), «Воскресенье», «Кровавое воскресенье» (1971), «Полуночный ковбой» (1969), «Кинси» (2004), «Кабаре» (1972), «Y Tu Mama Tambien» (2001) и «Полуночный экспресс» (1978).
В 2018 году Британский институт кино утверждал, что бисексуалы часто не исследуются в кино, а худшие примеры фильмов «явно брезгливы в отношении бисексуальности своих персонажей». Они отметили, что это имело место в таких фильмах, как «Александр» (2004), «Калигула» (1978 г.) и «007: Координаты «Скайфолл»» (2012), и добавили, что бисексуальные женщины «еще менее заметны в голливудских фильмах», за исключением «Молодого человека с рогом» (1950 г.). ). Таким образом, BFI раскритиковал изображения в таких фильмах, как «Лиса» (1967) и «Джиа» (1998). Институт также отмечает фильмы, в том числе не бисексуальные «в обычном смысле», в которых персонажи наслаждаются «сексом с мужчинами и женщинами», за исключением тех, которые отмечены GLAAD и Out Films: Sex in Chains (1928), Les Biches (1968), Теорема (1968), Оценка (1974), Комик (2012) и Надлежащее поведение (2014). В том же году Ариэль Собель в статье в The Advocate похвалил Руни Мару в «Девушке с татуировкой дракона» (2011) за то, что она изобразила «совершенного квир-супергероя», и назвал ее героиню, Лисбет Саландер, «свидетельством великолепия бисексуальные женщины». Собел также указал на Талли (2018) как на фильм о «женщине, которая оказалась странной», и утверждал, что он «демонстрирует, как ЛГБТ-люди проходят всевозможные вехи», а затем переживают их.
В феврале 2020 года Pride.com заявил, что, хотя корпорации «кажутся довольными тем, что живут в своих гетеронормативных мирах», источники сообщили, что Sony создает фильм с живым боевиком, в котором Человек-паук является бисексуалом и имеет парня.
В сентябре 2020 года Закари Зейн и Адрианна Фридман в статье в Men's Health пришли к выводу, что «нелегко найти фильм с бисексуальными персонажами», особенно непросто найти фильм, «который предлагает позитивное и достоверное изображение бисексуальности», заявив, что это ужасно для бисексуалов. Таким образом, в статье указывалось на 16 фильмов, которые проделали отличную «или, по крайней мере, достаточно приличную» работу по изображению бисексуальности, большинство из которых не были отмечены GLAAD или Out Films: Atomic Blonde (2017), Booksmart (2019), Зови меня своим именем (2017), Представь меня и себя (2005), Горбатая гора (2005), За канделябрами (2013), Колетт (2018) и Дэйр (2009). Однако один из их сборников, «Богемская рапсодия» (2018), подвергся критике за изображение сексуальности Меркьюри  и использование гомофобных тропов. Другая подборка, «В погоне за Эми» (1997), получила высокую оценку The Advocate за «исследование сексуальной политики» и проблем, с которыми сталкиваются бисексуальные женщины, когда берут «гетеросексуальных партнеров». Тот же журнал утверждал, что «Фрида» (2002), одна из избранных Зейном и Фридманом, выделяет «недостаточно признанную бисексуалку» Фриду Кало и называется «Дети в порядке» (2010), также выбранной Зейном и Фридманом, как «наиболее совершенная бисексуалка». фильм о квир-женщинах, созданный квир-женщиной». В 2021 году Мария Э. Гейтс из Nerdist повторила, что явная бисексуальность в кино встречается редко, а также написала, что несколько известных фильмов на бисексуальную тематику «не поняли», предполагая, что в фильмах было всего несколько примеров бисексуальности. явные и искренние, называя примеры «Соответствующее поведение» (2014), «Лунный свет» (2016) и «Малыш Шива» (2020).
В декабре 2020 года Апурва Ниджхара исследовал бисексуальность в фильмах Болливуда, отметив те из них, которые имели положительное или отрицательное представление. Она отметила, что Болливуд не пытался противостоять стигматизации бисексуальных людей, заявив, что «бисексуальность оказывается наименее изученной темой, когда речь идет о Болливуде», сославшись на Fire (1996), Dedh Ishqiya (2014) и Padmaavat (2018). примеры плохой репрезентации. Однако она указывает на бисексуальные позитивные темы в Honeymoon Travels Pvt. Ltd. (2007) и «Маргарита с соломинкой» (2014), назвав последний фильм «единственным фильмом, который действительно показал бисексуальность в идеальном свете».

## Телевидение в прямом эфире
В 2003 году GLAAD пришла к выводу, что на телевидении было всего «несколько бисексуальных персонажей». В отчете в качестве первого примера упоминается Стивен Кэррингтон из мыльной оперы «Династия» (1981—1989), у которого «был долгий роман с Люком», но он женился, родил ребенка и позже жил со своим бывшим любовником Бартом. В том же отчете также упоминаются Си Джей Лэмб, которую играет Аманда Донохью в драме NBC «Закон Лос-Анджелеса» (1986—1994), и Нэнси, которую играет Сандра Бернхард в «Розанне» (1988—2018), как бисексуалы, называя последнюю «вероятно, самой недавнее изображение бисексуальности». В отчете сделан вывод о том, что, хотя бисексуальные персонажи были популярны в телешоу, даже повышая рейтинги, «сегодня в прайм-тайм нет бисексуальных персонажей», предполагая, что это так, потому что сети «решили игнорировать бисексуальность в сюжетах своих шоу».
В 2015 году Элиэль Крус в «Сланце» похвалил «Американскую историю ужасов» за ее бисексуальное изображение, в котором Рамона Рояль влюбилась в графиню и мужчину, транс-женщину-бармена из зала Blue Parrot Lounge по имени Лиз Тейлор, который был женат на женщине до того, как стал известен как трансгендер, но влюбляется в мужчину-модель, а Уилл Дрейк, покупатель и новый владелец отеля Cortez, в одном из эпизодов назвал себя бисексуалом.  Круз назвал это уникальным, потому что, в отличие от персонажей-лесбиянок и геев, «бисексуальные персонажи редко говорят слово «бисексуал» в СМИ», а GLAAD даже учитывает бисексуальных персонажей в своих годовых отчетах, хотя «большинство персонажей никогда не используют слово бисексуал». Она сказала, что в результате этого «бисексуалы крайне недопредставлены в культуре» и часто плохо представлены, а персонаж Дрейка является «примером того, что может случиться с телевизионными продюсерами и писателями, которые правильно понимают наше сообщество».
В 2018 году «The Advocate указал на пять телешоу с положительным изображением бисексуалов: Хорошая жена» (Калинда Шарма), «Игра престолов» (Оберин Мартелл), «Анатомия страсти» (Келли Торрес), «Карточный домик» (Фрэнк Андервуд) и «Как избежать наказания за убийство» (Аннализ Китинг).
В 2019 году Мэдисон Леннон из ScreenRant объяснила, что, хотя может быть «трудно найти бисексуальных персонажей, которые не становятся жертвами оскорбительных стереотипов», и за эти годы было «несколько отличных изображений бисексуальности». Таким образом, Леннон перечислил соответствующие представления бисексуальности на телевидении, кроме одного, упомянутого The Advocate в 2018 году: Макс в «Черных парусах», Нико Минору в «Беглецах», Кларк Гриффин в «Сотне», Роза Диас в «Бруклин 9-9», Илана Векслер в «Брод-сити», Сара Лэнс в «Стреле и легендах завтрашнего дня», Магнус Бейн в «Сумеречных охотниках», Люцифер Морнингстар в «Люцифере» и Майлз Холлингсворт III в «Деграсси: Следующее поколение».
Во время специального выпуска HBO Home Videos стендап-комик и режиссер Джеррод Кармайкл рассказал о своей сексуальности, рассказав, что у него были отношения как с мужчинами, так и с женщинами.
В 2021 году писатель-ботаник Мария Э. Гейтс написала, что репрезентация бисексуалов часто характеризовалась бифобией, но утверждала, что в предыдущие годы репрезентация как увеличивалась, так и улучшалась, выделяя Ганнибала, Безумную бывшую девушку, Девственницу Джейн и Ручей Шитта.

## Аниме и мультсериалы
Исайя Джонс из CBR в своем сообщении во время BiWeek в сентябре 2019 года объяснил, что в аниме есть много бисексуальных персонажей, и все они имеют свои «обстоятельства и истории, связанные с их сексуальностью». Затем Джонс перечислил десять бисексуальных персонажей в аниме-сериалах с конца 1990-х по настоящее время. Сюда входили Утена Тенджоу в «Девушка-революционерка Утена» (1997), Хонока Маки в «Кизнайвер» (2016), Ранка в «Хост-клубе средней школы Орана» (2006), Юкари Сендо в «Росарио + вампир» (2008), Суруга Канбару в «Моногатари» (2009—2012), Питохуи в Sword Art Online Alternative Gun Gale Online (2018), Мику Изаёй в Date A Live II (2014), Аполлон в «Правильно ли пытаться подбирать девушек в темнице?» (2015 — настоящее время), Эртегун в «Кэрол и вторник» (2019) и Эш Линкс в «Банановой рыбе» (2018). Однако Меган Питерс из Comic Book заявила в 2018 году, что «Питохуи никогда не признавала свои сексуальные предпочтения», имея в виду, что канон «широко открыт», а некоторые утверждали, что Эртегун — «огромный придурок» и корыстный.
Из-за того, что создатель сериала Кунихико Икухара пытался выразить квир- и феминистские темы в «Девушке-революционерке Утене», некоторые назвали сериал «новаторским». Некоторые персонажи — лесбиянки, такие как Юри Арисугава, а другие — бисексуалы, такие как Утэна Тендзё, принц-переодевание и ее подруга (и возлюлённая) «Розовая невеста» Анфи Химэмия. Персонаж «Хост-клуба средней школы Орана» Рёдзи Фудзиока (также известный как Ранка), отец главной героини Харухи Фудзиоки, получил похвалу от Анжелы Гулен из CBR за то, что он был «новаторским» квир-родителем. Гулен отметил, что Ранка — трансвестит, который выступает в роли трансвестита, принят своей матерью и показан как «совершенно нормальный родитель», который заботится о своей дочери. Далее она говорит, что, несмотря на его недостатки, он «заботливый, любящий отец», который с любовью отзывается о матери Фудзиоки, говоря, что шоу следует приветствовать за его «нормальность, с которой в шоу подходят к странностям и переодеванию в другую одежду». Ранка также приводит домой любовников-мужчин, имеет друзей-переодеваний и утверждает, что он бисексуален.

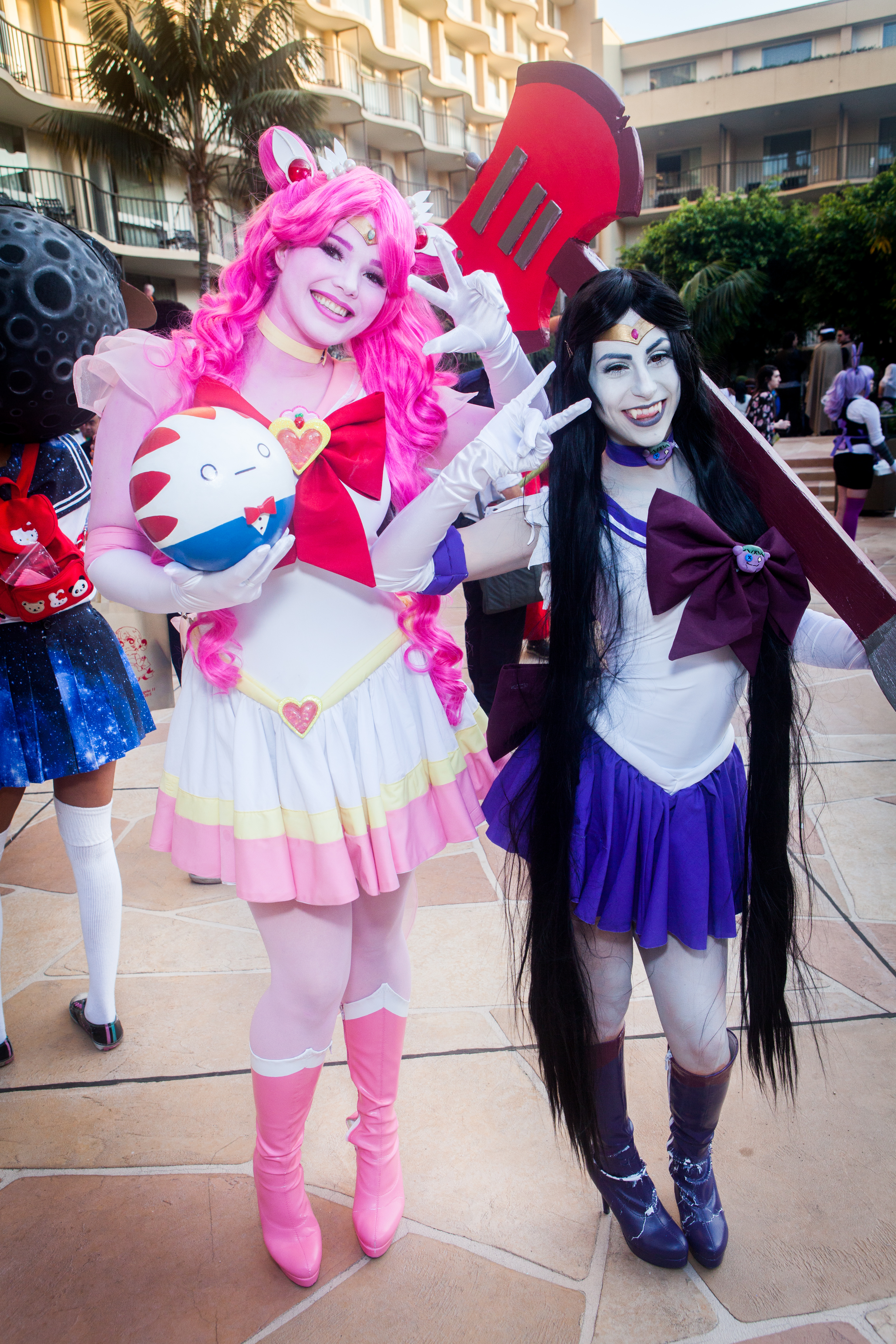
Косплей Марселин и Принцессы Жвачки на Anime LA 2015

В 2020 году Pride.com рассказал о нескольких персонажах западной анимации, которых они считают «би-иконами». Это включает Стьюи Гриффин в Гриффины (1999 — настоящее время), Роджер Смит в Американский папа! (2005 — настоящее время), Пэм Пув в «Арчере» (2009 — настоящее время), Стерлинг Арчер в «Арчере» (2009 — настоящее время), Боб в «Бургерах Боба» (2011 — настоящее время) и Рик в «Рике и Морти» (2013 — настоящее время), шесть персонажей в популярных мультфильмах для взрослых . В статье также упоминается Корра в мультфильме для всех возрастов «Легенда о Корре» (2012—2014). На том же веб-сайте Луз Носеда, главная героиня «Дома совы» (2020 — настоящее время), описывается как «потрясающий» ЛГБТК-персонаж, отмечая, что она была влюблена в персонажей мужского пола и в свою подругу Амити, что подтвердила создательница сериала Дана Террас. В августе 2020 года Ребекка Шугар подтвердила, что Марселин, Королева вампиров из «Времени приключений» (2010—2018), была бисексуалкой, отметив, что люди начали узнавать ее как бисексуалку на основании «ее общения с другими людьми… [и] ее чувств к себе».», отметив, что она никогда раньше этого не видела и что это было для нее «откровением». У Марселин канонические отношения с другой сапфической женщиной, принцессой Боннибель «Бонни» Жвачка, что подтвердилось в финале сезона, когда они обе поцеловали друг друга, подтверждая их отношения, на которые намекали после эпизода «Чего не хватало», что побуждает фанатов шипперить этих персонажей. Эпизод «Времени приключений: Далекие земли» от ноября 2020 года «Обсидиан» также проливает свет на отношения Марси и Бонни.
В комментарии к «Стьюи Гриффин: Нерассказанная история» сценаристы описывают, как они собирались заставить Стьюи узнать, что он гей, но решили отказаться от этой идеи, чтобы сохранить сексуальную двусмысленность Стьюи для целей написания. Макфарлейн планировал, что третий сезон сериала закончится тем, что Стьюи выйдет из туалета после клинической смерти.  Внезапная отмена шоу перед его дальнейшим продолжением заставила Макфарлейна отменить эти планы, и эпизод «Квир — это Стьюи?» был произведен, но никогда не демонстрировался.
С другой стороны, в мультсериале Nickelodeon «Легенда о Корре» Корра, девочка-подросток, Асами Сато, молодая женщина-промышленник, были бисексуалами и главными героями. Обе девушки изначально романтически заинтересованы в одном и том же мужчине, но, отложив свои чувства в сторону, им удается подружиться. На протяжении сериала их отношения растут и развиваются и в конечном итоге достигают кульминации в финальной сцене, которая указывает на начало романтических отношений между Коррой и Асами. Сериал получил высокую оценку за беспрецедентное представление бисексуальности на американском детском телевидении, а также за изображение однополых отношений между бисексуальными женщинами. Позже создатели подтвердили, что целью финальной сцены было показать, как Асами и Корра становятся романтической парой. В графическом романе The Legend of Korra: Turf Wars, который является продолжением мультсериала, Корра и Асами находятся в отношениях.

## Видеоигры
В июне 2017 года Шон Мюррей из The Gamer отметил, что, хотя во многих видеоиграх начала 2000-х годов есть персонажи-геи, бисексуальность не появлялась в играх до 2010-х годов, когда были показаны «различные варианты романтики». Он продолжил, чтобы 15 персонажей считались «самыми горячими бисексуалами… в играх».
Это включало Джейкоба Фрая в Assassin's Creed Syndicate (2015), Келли Чемберс в Mass Effect 2 (2011), Экстона в Borderlands 2 (2012), Железный Бык в Dragon Age: Inquisition (2014), Тревор Филипс в Grand Theft Auto V (2013), Вамп в Metal Gear Solid 2: Sons of Liberty (2001), Хавьер Гарсия в Ходячие мертвецы (2012), Кандзи Тацуми в Persona 4 (2008), Раджат в Fire Emblem Fates (2015), Макс Колфилд в Life Is Strange (2015) и Мэй в Ночь в лесу(2017). Мюррей также указал на всех персонажей в «The Elder Scrolls V: Skyrim» (2011) и «Fallout 4» (2015), персонажа игрока в «Fable II (2008) и главный герой в Saints Row: The Third (2011).
Кроме того, в Danganronpa V3: Killing Harmony Сюити Сайхара представлен бисексуалом. Уникально для Danganronpa V3: Killing Harmony: игрок может выбрать персонажа по своему выбору, чтобы провести с ним ночь, играя за Сюити. Вы можете выбрать любого персонажа независимо от пола, и показано, что Сюити участвует в явно романтических и сексуальных действиях с персонажами как мужского, так и женского пола во время этих событий.

## Радио, подкасты и веб-сериалы
Путеводный свет, созданный как радиопрограмма в 1937 году и перешедший на телевидение в 1952 году, является старейшим телесериалом в мире, в котором фигурируют бисексуальные персонажи; Оливия Спенсер и Наталья Ривера Айторо. Оливия была представлена в 1999 году, а Наталья — в 2007 году, две женщины осознали, что они бисексуальны, и начали отношения в 2008 году. В 2011 году ведущий и автор песен Том Робинсон на BBC Radio 4 исследовал тему бисексуальности.
Есть несколько подкастов, в которых бисексуальные персонажи обсуждают бисексуальность. Bisexuali-tea, организованный Рином Райаном и Сашей Фернандес и созданный AWOL в Американском университете, представляет собой подкаст, выходящий раз в две недели, в котором обсуждаются «различные темы, связанные с жизнью ЛГБТК+ в колледже». Привет Гуд Бис! организованный Роуз и Энни, пытается предоставить контекст о «бисексуальном опыте», разговаривая с людьми, делясь историями и советами. Марк Брайант в «Ярких сессиях» в апрельском эпизоде 2018 года использует термин «бисексуал», проявляя романтический интерес как к мужчинам, так и к женщинам, идя с парнем на выпускной вечер, в то время как Барри и Дарла Абиатти в «Истории кровавой вороны» бисексуальны и гоморомантичны.
По состоянию на октябрь 2009 года на YouTube был выпущен бисексуальный веб-эпизод, известный как «Роза под любым другим именем», снятый независимым кинорежиссером и защитником прав бисексуалов Кайлом Шикнером из Fencesitter Films. Сюжет сериала вращается вокруг женщины, идентифицирующей себя как лесбиянку, которая влюбляется в гетеросексуального мужчину, а затем понимает, что она на самом деле бисексуальна, и реакции как ее друзей, так и друзей ее парня.
Было подтверждено, что Рейгер Антиниан в «Отряде героев: Под тенью дракона» был двуличным в эпизоде 6, когда он сказал, что ему «ничего не хочется» и «очень любопытно» в отношении соблазнения мужского персонажа, в то время как сериал KTHNXBI рассказывает о повседневной жизни двух бисексуалов: Бена, Эмили и Вакс'илдана в «Критической роли» Лиам О'Брайен подтвердил как бисексуала в «Вопросах и ответах» и Аллуры Высорен Мэтью Мерсера в «Разговорах о машине». Кроме того, Panic Grimtongue и Greckles Birdman в The Unexpectables бисексуальны. Паника изображается как имеющая несколько любовных интересов, в основном мужчин. Показано, что Греклз испытывает влечение к персонажу Реми Корбо. Оба персонажа наняли мужчин и женщин для сопровождения в 26 серии.

## Музыка
В 2003 году GLAAD в отчете, посвященном представительству бисексуалов в музыкальной индустрии, отметив, что бисексуальность в музыке «была широко распространена… начиная с 1920-х годов и в 1930-е», цитируя таких музыкантов, как Бесси Смит и Джозефина Бейкер, а также Элтона Джона, Дженис Джоплин и Дэвида Боуи в 1960-х и 1970-х годах. TВ отчете наследника отмечалось, что в 1990-е годы «больше бисексуальных мужчин и женщин в индустрии» появилось из шкафа, включая таких артистов, как Ани ДиФранко, Том Робинсон, Джилл Собул, Джоан Осборн, Софи Б. Хокинс, и Ме'Шелл Нджочелло. В отчете предсказывалось, что это откроет двери для «других артистов, которые смогут выйти и полностью выразить себя с помощью мощной музыки». Это было подтверждено The Advocate, который заявил, что в ЛГБТ-музыке есть «множество песен о влечении как к мужчинам, так и к женщинам», иногда сетуя на то, «каково это быть бисексуалом в их музыке». даже песни гетеросексуальные исполнителей и перечислил 29 треков, посвященных бисексуальности.
The Advocate и Pride.com рассказали о различных популярных музыкальных песнях о бисексуальности. Обе публикации указывали на Panic! At the Disco «Girls/Girls/Boys» (2013), «Cool for the Summer» Деми Ловато (2015), «Take Me on the Floor» The Veronicas (2008), «Poker» Леди Гаги Face» (2008) и Book of Love «Pretty Boys and Pretty Girls» (1988) в качестве примеров таких песен. В то же время College Magazine и Pride.com отметили, что песня Жанель Монэ «Make Me Feel» (2018) посвящена бисексуальности, в то время как The Advocate и College Magazine сказали то же самое о песне «Girls / Girls / Boys» и «John, I’m Only Dancing» Дэвида Боуи (1972). В каждом из этих изданий было перечислено множество других песен, но ни один из этих треков не дублировался в списках других изданий.

## Дополнительная Литература
Дональд Э. Холл в ныне несуществующем проекте энциклопедии glbtq, в котором основное внимание уделялось бисексуальной литературе, отмечая, что, хотя бисексуальные переживания появляются во всей литературе, они часто не обсуждаются с бисексуальной точки зрения, с конкретными или подразумеваемыми свидетельствами эротической активности одного персонажа с другой персонаж рассматривается как свидетельство их «основной сексуальной ориентации» как гетеросексуальной или гомосексуальной, опираясь на существующую гендерную бинарность, что приводит к стиранию бисексуальности. Холл стремился противостоять этой тенденции, сначала выделяя конкретные теории бисексуальности, выдвинутые Зигмундом Фрейдом, Вильгельмом Стекелем и Фредом Кляйном, а затем отмечая, что бисексуальность существовала у древних греков и римлян, с упоминанием в работах «Гомера, Анакреона». . . Земляной орех. . . Плутарх, Цицерон и Катулл», а также бесчисленные ссылки в «Сатириконе» Петрония и в «жизни и творчестве Сапфо». Проект также указывал на бисексуальные темы в сонетах Уильяма Шекспира и Марлоу, в произведениях французской писательницы мадам де Лафайет и английской поэтессы Кэтрин Филипс, в произведениях лорда Байрона. Эротические викторианские произведения, такие как «Приключения школьника» (1866) и «Моя тайная жизнь» (1888), были отмечены как бисексуальные темы. Холл также указал на главного героя в «Мадемуазель де Мопен» (1835) как на «явно бисексуала», любовные похождения поэта по имени Поль Верлен, произведения Уолта Уитмена, поэзию Эмили Дикинсон и произведения Оскара Уайльда. Кроме того, было отмечено, что работы начала двадцатого века вращаются вокруг идеи «истинной» гетеросексуальной или гомосексуальной идентичности, даже в работах с бисексуальными персонажами, такими как Морис (1914), «Колодец одиночества» (1928) и «Орландо: биография». 1928). Холл сказал, что это связано с тем, что бисексуалы появились в этой литературе в «замученном, напряженном состоянии», цитируя многие романы Д. Х. Лоуренса, в то время как более поздние романы, такие как «Возвращение в Брайдсхед» (1945) и «Комната Джованни» (1956), изображали бисексуальность как фазу, в которой нуждаются персонажи. пройти мимо, чтобы избежать «личной катастрофы». В противовес этому, как утверждалось в проекте, последовали «Город и столп» (1948), произведения французской писательницы Колетт, научно-фантастический роман «Левая рука тьмы» (1969), «Женщина на краю пропасти». Time (1976), The Color Purple (1982), а также в работах Элен Сиксу и Кейт Миллетт. Кроме того, рассказы Пола Боулза, «Древние вечера» (1983), «Человек, который влюбился в луну» (1991), «произведения Дэвида Ливитта и поэта Гэвина Дилларда» за их положительное представление о бисексуальности. В заключение Холл призвал к действию:
... дискурс о сексуальности расширился с середины двадцатого века, так что подтверждение бисексуалов больше невозможно найти в литературе и социальных движениях. Концептуализация в 1990-х годах широкого понятия «квир» идентичности ... была одобрена многими в выделенных сообществах, даже когда другие сопротивлялись любому пересмотру более узких, бинарных понятий идентичности. . . Но упрощенное определение всех людей как гетеросексуальных или гомосексуальных по своей сути явно угнетает некоторых людей так же, как институционализированная гомофобия — по отношению к геям и лесбиянкам… в признании уникальных интересов бисексуального сообщества, а также многочисленных способов пересечения этих интересов. с сообществами геев и лесбиянок мы можем прийти к лучшему пониманию социальной истории и богатого наследия литературных традиций и представлений, которые противостоят гетеросексизму и бросают вызов узким, привязанным к традициям и угнетающим категориям, с помощью которых общество идентифицирует и тем самым судит люди.
Сменяющийся «дискурс сексуальности» и улучшенное представление о бисексуальности нашли отражение в таких романах, как «Девушка-фетиш» Джона Гласско (1972), романе Джейн Рэнсом «Пока-пока», романе Тома Перротты. Маленькие дети, Октябрьские романы Шонана Макгуайра, Стига Ларссона «Девушка, которая играла с огнем», и Эллен Кушнер «Привилегия меча». Кушер в сообщении на своем Tumblr подтвердила, что один из персонажей романа является бисексуалом.

## Комиксы
В комиксах и веб-комиксах на протяжении многих лет фигурировали многочисленные бисексуальные персонажи. Сюда входят такие персонажи, как Мистик, Локи, Валькирия и даже Чудо-женщина. Чудо-женщина была подтверждена как бисексуалка в интервью в сентябре 2016 года с писателем комиксов Грегом Ракой. В то время как Мэри Сью утверждает, что Локи не является каноническим гендерфлюидом или бисексуалом, Локи был подтвержден как бисексуал в книге «Локи: Агент Асгарда», а также в телесериала «Локи» и режиссером сериала «Локи» Кейт Херрон и в других местах как гендерфлюид.
ScreenRant в статье о персонажах Marvel, которые признаны бисексуалами, и о тех, кого фанаты видят только таковыми, заявил, что Дэдпул и Тони Старк являются каноническими бисексуалами. В той же статье ScreenRant отмечает, что некоторые фанаты считают бисексуалами Питера Паркера, Сэма Уилсона, Кэрол Дэнверс, Баки Барнса и Стива Роджерса, но это не канон. Что касается Паркера, этому способствует «вокальная часть фандома комиксов ЛГБТК+», где фанаты отправляют Паркер с мужскими персонажами в фанфики из «Нашего собственного архива», датируемые 2002. С другой стороны, The Geekiary отметил других персонажей из DC Comics с уточнением, что перечисленные ими персонажи, вероятно, подпадают под термин пансексуалов из-за того, что бисексуальность существует «в спектре». В их список входили Джон Константин, Женщина-кошка, Харли Куинн, Ядовитый Плющ, Джерико, Жанетт, Дакен, Шаттерстар и Хоумлендер. Дакен, как отмечает писатель, регулярно соблазняет мужчин и женщин в своих целях, а писательница Марджори Лю называет его «гомосексуалом не более, чем гетеросексуалом», добавляя это «о контроле» для Дакена. В X-Factor в 2010 году Питер Дэвид Шаттерстар впервые пытается исследовать свой новый мир сексуального потенциала.
В 2020 году в новом комиксе «Стражи Галактики» от Marvel персонаж Питер Квилл, также известный как Звездный Лорд, изображен в «полиамурных бисексуальных отношениях». CNET также заявил, что Валькирия — еще одна бисексуальная женщина в комиксах Marvel и будет «изображаться как бисексуалка на экране» в грядущем фильме «Тор: Любовь и гром».

## Дальнейшее чтение
- Брайант, Уэйн М.. Бисексуальные персонажи в кино: от Анаис до Зи . Хавортские исследования геев и лесбиянок, 1997. ISBN 1-56023-894-1
- Бисексуальность Томаса Геллера: читатель и справочник (1990)